# 赵蕊蕊
趙蕊蕊（1981年10月8日—），出生于江蘇南京，中國女子排球運動員，中国女排成员，身高1.97米，素有「中國第一高」之稱。因曾經多次受傷，亦有“玻璃美人”之稱。
趙蕊蕊父母均為排球運動員，趙蕊蕊自小受父母啟蒙，對排球有相當的天賦，1994年入選八一青年女排，開始了職業生涯，1999年加入國家隊，2001年再次加入國家隊，在多項國際赛事中有優秀表現，而且其相貌清秀可人，故深受球迷的喜爱。
在2003年的世界盃比賽中，她是隊中的副攻手，是屆比賽她表現出眾，使中國女排獲得11連勝並勇奪冠軍，個人亦獲得最佳扣球手獎項。
2004年初，趙蕊蕊飽受傷患困擾，但鑑於她是2003年世界盃的重要功臣，教練陳忠和仍堅持讓她參加雅典奧運會，結果她在首場對美國隊的分組賽賽事上陣不到五分鐘便告受傷，需要缺席餘下比賽，不過中國女排仍最終奪標而回。
2010年，赵蕊蕊正式从国家队退役，退役后至今一直从事科幻小说创作，已先后发表《末世喚醒》、《彩羽侠》两部作品，當中《彩羽俠》成功入圍第四屆全球華語科幻星雲獎「最佳長篇科幻小說」的候選名單。

## 個人三大賽榮譽
| 年份   | 世界大賽 (主辦國)                |
| ------ | -------------------------------- |
| 2002年 | 第14屆世界女排錦標賽殿軍 ( 德國) |
| 2003年 | 第9屆世界盃冠軍 ( 日本)          |
| 2004年 | 雅典奧運會冠軍 ( 希臘)           |
| 2008年 | 北京奧運會季軍 ( 中國)           |